# Forestia (computerspel)
Forestia is een edutainment spel uit 1998, gemaakt door de Franse gameontwikkelaar Daddy Oak. In het spel doorloopt de speler negen hoofdstukken, die zich afspelen in het magische bos Forestia.
Het spel combineert vooraf gerenderde graphics met animaties.

## Gameplay
Forestia is een point-and-click spel, waarbij de speler door een bos met dieren navigeert. Tijdens het spel moet hij verschillende locaties in het bos onderzoeken, paddenstoelen en planten verzamelen, en foto's maken van dieren. 
Hierbij heeft hij verschillende voorwerpen tot zijn beschikking, waaronder een camera om foto’s van de dieren mee te kunnen maken, een album om foto’s en planten in te bewaren, een kistje om voorwerpen in te stoppen die niet in het bos thuishoren en een kaart om mee te navigeren.
Het spel heeft een mode voor kinderen van 7 t/m 9 jaar en een mode voor kinderen van 9 jaar en ouder; hierbij wordt de moeilijkheidsgraad van de puzzels aangepast.
In het bos zijn verschillende locaties te bezoeken waaronder: de waterval, het oude bos, de zaagmolen, de picknickplaats, de bergen en de uitkijktoren.

## Personages
Samis een konijn die de speler verwelkomt als hij voor het eerst naar Forestia gaat. Hij geeft de speler uitleg over het spel en geeft hem verschillende voorwerpen die nuttig kunnen zijn voor de reis door het bos. Hij noemt zichzelf de vagebond van het bos.
Vadertje Eikis de oudste inwoner, die samen met zijn vriend Berk, midden in het bos van Forestia staat. De oude boom verteld voor de meeste hoofdstukken een inleidend verhaal waarmee het avontuur van start gaat.
Berkis de beste vriend van Vadertje Eik, die naast hem in het bos staat. Hij helpt de speler op weg tijdens zijn avontuur.

## Synopsis

### Hoofdstukken
Het Geschilderde Geschenk
Als Vadertje Eik jarig is, vraagt Berk aan de speler of hij een schilderij voor voor hem wilt maken. De speler kan kiezen uit vier mooie plekken in Forestia; de waterval, de picknickplaats, de zaagmolen en de bergen. Maar tijdens het schilderen raken de verfpotten leeg. Hierna krijgt de speler een speciale bril van Sam om de verfkleuren uit de natuur te kunnen halen en het schilderij alsnog af te maken.
De Wolken
Op een heldere nacht verschijnt er een luchtschip aan de hemel, die bestuurd wordt door een uil genaamd Indiana Tom. De speler reist in het luchtschip van hem mee naar de bergen. Hier speelt hij met Sam een spel om wolken te identificeren die de vorm van dieren aannemen. Degene die als eerst vier punten heeft, wint het spel.
De Kleine Zeemeermin
Op een vroege, mistige morgen is heel het bos onder hypnose geraakt door een mysterieus gezang. Als de speler op onderzoek uit gaat komt hij een zeemeermin bij de waterval tegen, die hem om hulp vraagt. Er begint een spel dat met de pijltjestoetsen gespeeld wordt, waarbij de speler de zeemeermin moet besturen om de munten van haar schat verzamelen en de gevaarlijke zeedieren te ontwijken. Er zijn in totaal vier levels.
De Elfjes
Op een dag veranderen de dieren van het bos plotseling van kleur. Als de speler op onderzoek uit gaat komt hij erachter dat het fenomeen veroorzaakt wordt door paddenstoelen die betoverd zijn door een stel elfjes. Diep in het bos, moet de speler een puzzel oplossen, door de paddenstoelen in een heksenkring in de juiste volgorde te zetten, om de betovering te verbreken.
De Vuurberg
Als de speler op een nacht gaat logeren bij Sam in de uitkijktoren wordt hij wakker in een helse versie van het bos, waar alles rood is. Een draak vraagt aan de speler om het bos te redden van de boze tovenaar Morhurl, door drie magische kristallen in de duistere toren in de juiste volgorde terug te plaatsen.
Vanwege dit hoofdstuk circuleert het spel op verschillende internetfora omdat spelers aangeven dat het level erg angstaanjagend is voor jongere kinderen (voor wie het spel bedoelt is), vooral omdat het uit de toon valt bij de rest van het spel en de speler er zonder waarschuwing in belandt.
Het Hobbelpaard
Vadertje Eik en Berk vertellen de speler een verhaal over een houthakkersfamilie, die lang geleden werd gedwongen om het bos te verlaten vanwege een sneeuwstorm. Als Vadertje Eik de houthakker op een dag weer ontmoet, verteld deze hem dat hij een kerstcadeau voor zijn zoontje Jan aan het maken was die hij destijds niet af heeft kunnen krijgen. Hierna vraagt Vadertje Eik de speler om naar de zaagmolen te gaan om het cadeau, een houten hobbelpaard, af te maken.
De Kleine Eekhoorn
Als op een dag Vadertje Eik en Berk worden lastiggevallen door een eekhoorn, vraagt Vadertje Eik of de speler een bordspel met hem wilt spelen zodat hij hen met rust laat. Tijdens het spel moet de speler verschillende quizvragen beantwoorden over dieren, zodat hij vaker mag gooien. Om te winnen moet hij vier noten verzamelen.
Het Muziekfestival
Er is een feest in het bos en de speler wordt uitgenodigd om het bos te verkennen en te gaan kijken bij de verschillende muziek acts die door de dieren wordt opgevoerd, waaronder een insecten bandje, een disco voor mieren en een spin die xylofoon speelt. Daarna overnacht hij bij Jack de Wezel in de zaagmolen, nadat hij een muziek memorie spel heeft gedaan.
De Geheime Dienst van de Koningin van de Mieren
De geheime agent Flip zit in de problemen en vraagt de speler om hem te helpen. De mierenkolonie waar hij vandaan komt wordt namelijk belaagd door een horde Kevers, die het cadeau van de Koningin willen stelen. De speler drinkt een verkleiningsdrankje om het gangenstelsel van de mierenhoop te betreden om het cadeau op te sporen. Tijdens de tocht door het gangenstelsel heeft de speler twee kostuums mee, namelijk die van een kever en een mier. Als de speler een van de twee tegenkomt moet hij zo snel mogelijk het juiste kostuum aantrekken om te voorkomen dat hij wordt aangevallen.
Tot ziens, Forestia!
Zodra de speler alle hoofdstukken heeft voltooid, krijgt hij een uitnodiging voor een verrassingsfeestje in de zaagmolen. Hier hebben alle dieren van het bos zich verzameld om te feesten. Hierna worden de credits afgespeeld en is het spel voorbij.